# Альберто II делла Скала
Альберто II делла Скала (*Alberto II della Scala, 1306  —13 вересня 1352) — синьйор Верони у 1329—1352 роках.

## Життєпис
Походив з династії Скалігери. Старший син Альберто I, синьйора Верони, та Беатрічі ді Корреджіо. Народився у 1306 році в Вероні. Замолоду відрізнявся любовю до розкошів, тому після смерті свого стрийка Кангранде I фактично передав владу братові Мастіно II. Номінально був співволодарем останнього.
У 1329 році призначено синьйором Падуї. 1335 року брав участь у захопленні Парми і Реджо у 1335 році. Після цього поринув у розкоші в Падуї, Альберто не помітив тієї ненависті, яку відчував до нього Марсилио Каррара, нащадок колишніх падуанских володарів, позбавлених престолу Вероною. Змову став готувати Марсіліо Каррара, який 1338 року під час дипломатичної місії до Венеції вступив у змову з дожем Франческо Дандоло. Після повернення до Падуї Каррара став готувати зраду. Мастіно II делла Скала запідозрив недобре і відправив наказ заарештувати його. Листа було отримано як раз тоді, коли правитель Падуї Альберто II був зайнятий грою в шахи. Не бажаючи відриватися від партії, Альберто передав листа Марсіліо, просячи прочитати його і викласти, в чому справа. Той оголосив, що Мастіно II просить надіслати кілька соколів, після чого вийшов з кімнати й наказав починати заколот. Міські браму було відкрито, й венеціанські війська захопили Падую, а Альберто II потрапив у полон. Він знаходився у Венеції до 1339 року, коли підписано мирну угоду.
Після отримання волі було призначено синьйором Парми. У 1341 році не зміг завадити нападу Мілану, Флоренції, які захопили Парму й передали її роду Корреджіо.
1341 року повернувся до Верони, де фактично не займався державними справами. 1351 року, коли помер його брат Мастіно II став одноосібним синьйором Верони і Віченци. Проте вже 1352 року Альберто II сам помер. Владу успадкував його небіж Кангранде II.

## Родина
Дружина — Агнеса, донька Генраха, графа Горіци
дітей не було
2 бастарди.